# Liste der Bodendenkmäler in Altmannstein
Auf dieser Seite sind die Bodendenkmäler in dem oberbayerischen Markt Altmannstein zusammengestellt. Diese Tabelle ist eine Teilliste der Liste der Bodendenkmäler in Bayern. Grundlage ist die Bayerische Denkmalliste, die auf Basis des Bayerischen Denkmalschutzgesetzes vom 1. Oktober 1973 erstmals erstellt wurde und seither durch das Bayerische Landesamt für Denkmalpflege geführt wird. Die folgenden Angaben ersetzen nicht die rechtsverbindliche Auskunft der Denkmalschutzbehörde.

## Bodendenkmäler in Altmannstein

### Bodendenkmäler in der Gemarkung Altmannstein
| Lage                                        | Objekt | Akten-Nr.     | Bild           |
| ------------------------------------------- | --- | ------------- | -------------- |
| Altmannstein (Standort)                     | Körpergräber vor- und frühgeschichtlicher Zeitstellung.                                                                         | D-1-7035-0001 |                |
| Altmannstein (Standort)                     | Grabhügel vorgeschichtlicher Zeitstellung.                                                                                      | D-1-7036-0001 |                |
| Altmannstein (Standort)                     | Höhlenstation der Urnenfelder- und der Merowingerzeit.                                                                          | D-1-7135-0151 |                |
| Altmannstein (Standort)                     | Teilstrecke des römischen Limes.                                                                                                | D-1-7135-0152 |                |
| Altmannstein (Standort)                     | Wachtposten WP 15/31 des römischen Limes.                                                                                       | D-1-7135-0153 |                |
| Altmannstein (Standort)                     | Wachtposten WP 15/32 des römischen Limes.                                                                                       | D-1-7135-0154 |                |
| Altmannstein (Standort)                     | Wachtposten WP 15/33 des römischen Limes.                                                                                       | D-1-7135-0170 |                |
| Altmannstein (Standort)                     | Mittelalterliche und frühneuzeitliche Marktsiedlung von Altmannstein.                                                           | D-1-7135-0204 |                |
| Altmannstein Marktplatz 1 (Standort)        | Pfarrkirche zum Heiligen Kreuz Mittelalterliche und frühneuzeitliche Befunde im Bereich der Katholischen Pfarrkirche Hl. Kreuz. | D-1-7135-0205 | weitere Bilder |
| Altmannstein Burg-Stein-Gasse 19 (Standort) | Burg Altmannstein Mittelalterliche Burg.                                                                                        | D-1-7135-0206 | weitere Bilder |
| Altmannstein (Standort)                     | Mittelalterliche und frühneuzeitliche Marktbefestigung von Altmannstein.                                                        | D-1-7135-0389 |                |
| Altmannstein Katharinengasse 10 (Standort)  | Frühneuzeitliche Befunde im Bereich der ehemaligen, 1802 profanierten Katharinenkirche in Altmannstein.                         | D-1-7135-0390 |                |
| Altmannstein (Standort)                     | Siedlung vor- und frühgeschichtlicher Zeitstellung.                                                                             | D-1-7136-0001 |                |

### Bodendenkmäler in der Gemarkung Berghausen
| Lage                                | Objekt                                                                                               | Akten-Nr.     | Bild |
| ----------------------------------- | --- | ------------- | ---- |
| Berghausen (Standort)               | Siedlung und Grabenwerk vor- und frühgeschichtlicher Zeitstellung.                                   | D-1-7035-0003 |      |
| Berghausen Berghausen 26 (Standort) | Mittelalterliche und frühneuzeitliche Befunde im Bereich der Katholischen Filialkirche St. Nikolaus. | D-1-7035-0082 |      |

### Bodendenkmäler in der Gemarkung Breitenhill
| Lage                                  | Objekt                                                                       | Akten-Nr.     | Bild |
| ------------------------------------- | ---------------------------------------------------------------------------- | ------------- | ---- |
| Breitenhill (Standort)                | Teilstrecke des raetischen Limes.                                            | D-1-7035-0043 |      |
| Breitenhill Breitenhill 19 (Standort) | Frühneuzeitliche Befunde im Bereich der Katholischen Filialkirche Hl. Kreuz. | D-1-7035-0062 |      |
| Breitenhill (Standort)                | Wachtposten WP 15/16 des römischen Limes.                                    | D-1-7035-0110 |      |

### Bodendenkmäler in der Gemarkung Hagenhill
| Lage                                      | Objekt                                                        | Akten-Nr.     | Bild                       |
| ----------------------------------------- | ------------------------------------------------------------- | ------------- | -------------------------- |
| Hagenhill (Standort)                      | Teilstrecke des römischen Limes.                              | D-1-7136-0002 |                            |
| Hagenhill Nähe Schlosstrasse 8 (Standort) | Burgstall Hagenhill Burgstall des Mittelalters.               | D-1-7136-0003 |                            |
| Hagenhill (Standort)                      | Siedlung vor- und frühgeschichtlicher Zeitstellung.           | D-1-7136-0004 |                            |
| Hagenhill (Standort)                      | Wachtposten WP 15/34 des römischen Limes.                     | D-1-7136-0011 |                            |
| Hagenhill (Standort)                      | Wachtposten WP 15/35 des römischen Limes.                     | D-1-7136-0012 |                            |
| Hagenhill (Standort)                      | Wachtposten WP 15/36 des römischen Limes.                     | D-1-7136-0013 |                            |
| Hagenhill (Standort)                      | Wachtposten WP 15/37 des römischen Limes.                     | D-1-7136-0014 |                            |
| Hagenhill Haberländerstrasse 2 (Standort) | Frühneuzeitliche Befunde im Bereich der Kirche von Hagenhill. | D-1-7136-0128 | Bodendenkmal D-1-7136-0128 |

### Bodendenkmäler in der Gemarkung Hexenagger
| Lage                                     | Objekt                                                                                              | Akten-Nr.     | Bild           |
| ---------------------------------------- | --------------------------------------------------------------------------------------------------- | ------------- | -------------- |
| Hexenagger (Standort)                    | Grabhügel vorgeschichtlicher Zeitstellung.                                                          | D-1-7035-0004 |                |
| Hexenagger (Standort)                    | Mittelalterlicher Burgstall.                                                                        | D-1-7036-0002 |                |
| Hexenagger (Standort)                    | Siedlung vor- und frühgeschichtlicher Zeitstellung.                                                 | D-1-7036-0005 |                |
| Hexenagger Schloßbergstraße 6 (Standort) | Schloss Hexenagger Mittelalterliche und frühneuzeitliche Befunde im Bereich von Schloss Hexenagger. | D-1-7036-0009 | weitere Bilder |
| Hexenagger (Standort)                    | Siedlung vorgeschichtlicher Zeitstellung.                                                           | D-1-7036-0020 |                |
| Hexenagger (Standort)                    | Siedlung und Verhüttungsplatz vor- und frühgeschichtlicher Zeitstellung.                            | D-1-7036-0021 |                |

### Bodendenkmäler in der Gemarkung Laimerstadt
| Lage                                   | Objekt                                                                                               | Akten-Nr.     | Bild |
| -------------------------------------- | --- | ------------- | ---- |
| Laimerstadt (Standort)                 | Teilstrecke des römischen Limes.                                                                     | D-1-7136-0005 |      |
| Laimerstadt (Standort)                 | Siedlung vor- und frühgeschichtlicher Zeitstellung.                                                  | D-1-7136-0010 |      |
| Laimerstadt (Standort)                 | Wachtposten WP 15/38 des römischen Limes.                                                            | D-1-7136-0015 |      |
| Laimerstadt (Standort)                 | Wachtposten WP 15/39 des römischen Limes.                                                            | D-1-7136-0016 |      |
| Laimerstadt (Standort)                 | Wachtposten WP 15/40 des römischen Limes.                                                            | D-1-7136-0017 |      |
| Laimerstadt (Standort)                 | Wachtposten WP 15/41 des römischen Limes.                                                            | D-1-7136-0018 |      |
| Laimerstadt Nähe Ringstraße (Standort) | Mittelalterliche und frühneuzeitliche Befunde im Bereich der Katholischen Filialkirche St. Walburga. | D-1-7136-0123 |      |

### Bodendenkmäler in der Gemarkung Megmannsdorf
| Lage                                    | Objekt | Akten-Nr.     | Bild                       |
| --------------------------------------- | --- | ------------- | -------------------------- |
| Megmannsdorf Megmannsdorf 16 (Standort) | Mittelalterliche und frühneuzeitliche Befunde im Bereich der Katholischen Filialkirche St. Johannes der Täufer. | D-1-7035-0064 | Bodendenkmal D-1-7035-0064 |
| Megmannsdorf (Standort)                 | Befestigte Höhensiedlung und Grabhügel vor- und frühgeschichtlicher Zeitstellung.                               | D-1-7035-0089 |                            |

### Bodendenkmäler in der Gemarkung Mendorf
| Lage                                  | Objekt | Akten-Nr.     | Bild           |
| ------------------------------------- | --- | ------------- | -------------- |
| Mendorf (Standort)                    | Viereckschanze der jüngeren Latènezeit.                                                                                       | D-1-7135-0156 |                |
| Mendorf (Standort)                    | Siedlung vor- und frühgeschichtlicher Zeitstellung.                                                                           | D-1-7135-0168 |                |
| Mendorf (Standort)                    | Siedlung vor- und frühgeschichtlicher Zeitstellung.                                                                           | D-1-7135-0169 |                |
| Mendorf Simon-Mayr-Platz 8 (Standort) | Filialkirche St. Leodegar Mittelalterliche und frühneuzeitliche Befunde im Bereich der Katholischen Filialkirche St. Leodegar | D-1-7135-0199 | weitere Bilder |

### Bodendenkmäler in der Gemarkung Neuenhinzenhausen
| Lage                                                | Objekt                                                                                                   | Akten-Nr.     | Bild                   |
| --------------------------------------------------- | --- | ------------- | ---------------------- |
| Neuenhinzenhausen (Standort)                        | Teilstrecke des römischen Limes.                                                                         | D-1-7035-0007 |                        |
| Neuenhinzenhausen (Standort)                        | Schloss Neuenhinzenhausen Mittelalterlicher Burgstall, abgegangenes Schloss.                             | D-1-7035-0008 |                        |
| Neuenhinzenhausen (Standort)                        | Siedlung vor- und frühgeschichtlicher Zeitstellung.                                                      | D-1-7035-0037 | Siedlung D-1-7035-0037 |
| Neuenhinzenhausen (Standort)                        | Wachtposten WP 15/29 des römischen Limes.                                                                | D-1-7035-0057 |                        |
| Neuenhinzenhausen Muggenthaler Straße 28 (Standort) | Frühneuzeitliche Befunde im Bereich der Katholischen Filialkirche St. Walburga.                          | D-1-7035-0084 |                        |
| Neuenhinzenhausen (Standort)                        | Mittelalterliche und frühneuzeitliche Befunde im Bereich der Katholischen Pfarrkirche Unsere Liebe Frau. | D-1-7035-0086 |                        |
| Neuenhinzenhausen (Standort)                        | Wachtposten WP 15/28 des römischen Limes.                                                                | D-1-7035-0111 |                        |
| Neuenhinzenhausen (Standort)                        | Grabhügel vorgeschichtlicher Zeitstellung.                                                               | D-1-7135-0157 |                        |
| Neuenhinzenhausen (Standort)                        | Wachtposten WP 15/30 des römischen Limes.                                                                | D-1-7135-0171 |                        |

### Bodendenkmäler in der Gemarkung Pondorf
| Lage                            | Objekt | Akten-Nr.     | Bild           |
| ------------------------------- | --- | ------------- | -------------- |
| Pondorf (Standort)              | Grabhügel vorgeschichtlicher Zeitstellung.                                                                    | D-1-7035-0009 |                |
| Pondorf (Standort)              | Viereckschanze der jüngeren Latènezeit.                                                                       | D-1-7035-0010 |                |
| Pondorf (Standort)              | Verhüttungsplatz vor- und frühgeschichtlicher Zeitstellung.                                                   | D-1-7035-0011 |                |
| Pondorf (Standort)              | Eisenschmelzofen vor- und frühgeschichtlicher Zeitstellung.                                                   | D-1-7035-0012 |                |
| Pondorf (Standort)              | Verhüttungsplatz mittelalterlicher bzw. frühneuzeitlicher Zeitstellung.                                       | D-1-7035-0013 |                |
| Pondorf (Standort)              | Siedlung vor- und frühgeschichtlicher Zeitstellung.                                                           | D-1-7035-0033 |                |
| Pondorf Kirchenweg 6 (Standort) | Mittelalterliche und frühneuzeitliche Befunde im Bereich der Katholischen Pfarrkirche St. Peter und Paul.     | D-1-7035-0066 | weitere Bilder |
| Pondorf (Standort)              | Mittelalterliche und frühneuzeitliche Befunde im Bereich der Katholischen Wallfahrtskirche Unsere Liebe Frau. | D-1-7035-0070 |                |

### Bodendenkmäler in der Gemarkung Sandersdorf
| Lage                   | Objekt | Akten-Nr.     | Bild           |
| ---------------------- | --- | ------------- | -------------- |
| Sandersdorf (Standort) | Grabhügel vorgeschichtlicher Zeitstellung.                                                                | D-1-7035-0015 |                |
| Sandersdorf (Standort) | Grabhügel vorgeschichtlicher Zeitstellung.                                                                | D-1-7035-0016 |                |
| Sandersdorf (Standort) | Teilstrecke des raetischen Limes.                                                                         | D-1-7035-0017 |                |
| Sandersdorf (Standort) | Wachtposten WP 15/25 des römischen Limes.                                                                 | D-1-7035-0018 |                |
| Sandersdorf (Standort) | Frühmittelalterliche Reihengräber.                                                                        | D-1-7035-0019 |                |
| Sandersdorf (Standort) | Frühmittelalterliche Reihengräber.                                                                        | D-1-7035-0020 |                |
| Sandersdorf (Standort) | Siedlung vor- und frühgeschichtlicher Zeitstellung.                                                       | D-1-7035-0039 |                |
| Sandersdorf (Standort) | Teilstrecke des raetischen Limes.                                                                         | D-1-7035-0042 |                |
| Sandersdorf (Standort) | Wachtposten WP 15/27 des römischen Limes.                                                                 | D-1-7035-0055 |                |
| Sandersdorf (Standort) | Mittelalterliche und frühneuzeitliche Befunde im Bereich der Katholischen Filialkirche Unsere Liebe Frau. | D-1-7035-0078 |                |
| Sandersdorf (Standort) | Schloss Sandersdorf Mittelalterliche und frühneuzeitliche Befunde im Bereich des Schlosses Sandersdorf.   | D-1-7035-0079 | weitere Bilder |
| Sandersdorf (Standort) | Grabhügel der Bronzezeit.                                                                                 | D-1-7035-0090 |                |
| Sandersdorf (Standort) | Grabhügel vorgeschichtlicher Zeitstellung.                                                                | D-1-7135-0159 |                |
| Sandersdorf (Standort) | Siedlung vor- und frühgeschichtlicher Zeitstellung.                                                       | D-1-7135-0167 |                |

### Bodendenkmäler in der Gemarkung Schafshill
| Lage                              | Objekt | Akten-Nr.     | Bild |
| --------------------------------- | --- | ------------- | ---- |
| Schafshill (Standort)             | Grabhügel vorgeschichtlicher Zeitstellung.                                                                 | D-1-7035-0021 |      |
| Schafshill Petersweg 4 (Standort) | Mittelalterliche und frühneuzeitliche Befunde im Bereich der Katholischen Filialkirche St. Peter und Paul. | D-1-7035-0074 |      |
| Schafshill (Standort)             | Trichtergruben und Verhüttungsplatz vor- und frühgeschichtlicher oder mittelalterlicher Zeitstellung.      | D-1-7035-0112 |      |

### Bodendenkmäler in der Gemarkung Schamhaupten
| Lage                                        | Objekt | Akten-Nr.     | Bild           |
| ------------------------------------------- | --- | ------------- | -------------- |
| Schamhaupten (Standort)                     | Grabhügel vorgeschichtlicher Zeitstellung. | D-1-7035-0022 |                |
| Schamhaupten (Standort)                     | Grabhügel vorgeschichtlicher Zeitstellung. | D-1-7035-0023 |                |
| Schamhaupten (Standort)                     | Teilstrecke des raetischen Limes. | D-1-7035-0025 |                |
| Schamhaupten (Standort)                     | Wachtposten WP 15/20 des römischen Limes. | D-1-7035-0026 |                |
| Schamhaupten (Standort)                     | Wachtposten WP 15/23 des römischen Limes. | D-1-7035-0027 |                |
| Schamhaupten (Standort)                     | Abschnittsbefestigung des frühen Mittelalters. | D-1-7035-0028 |                |
| Schamhaupten (Standort)                     | Siedlung vor- und frühgeschichtlicher Zeitstellung. | D-1-7035-0036 |                |
| Schamhaupten (Standort)                     | Siedlung vor- und frühgeschichtlicher Zeitstellung. | D-1-7035-0040 |                |
| Schamhaupten (Standort)                     | Wachtposten WP 15/17 des römischen Limes. | D-1-7035-0047 |                |
| Schamhaupten (Standort)                     | Wachtposten WP 15/18 des römischen Limes. | D-1-7035-0048 |                |
| Schamhaupten (Standort)                     | Kleinkastell der römischen Kaiserzeit. | D-1-7035-0049 |                |
| Schamhaupten (Standort)                     | Wachtposten WP 15/19 des römischen Limes. | D-1-7035-0050 |                |
| Schamhaupten (Standort)                     | Wachtposten WP 15/21 des römischen Limes. | D-1-7035-0051 |                |
| Schamhaupten (Standort)                     | Wachtposten WP 15/26 des römischen Limes. | D-1-7035-0054 |                |
| Schamhaupten Augustinerstraße 11 (Standort) | Pfarrkirche St. Georg Mittelalterliche und frühneuzeitliche Befunde im Bereich der Katholischen Pfarrkirche St. Georg, ehemalige Augustinerchorherren-Kirche. | D-1-7035-0076 | weitere Bilder |

### Bodendenkmäler in der Gemarkung Schwabstetten
| Lage                                   | Objekt | Akten-Nr.     | Bild           |
| -------------------------------------- | --- | ------------- | -------------- |
| Schwabstetten (Standort)               | Grabhügel vorgeschichtlicher Zeitstellung.                                                                 | D-1-7136-0006 |                |
| Schwabstetten (Standort)               | Viereckschanze der jüngeren Latènezeit.                                                                    | D-1-7136-0007 |                |
| Schwabstetten (Standort)               | Viereckschanze der jüngeren Latènezeit.                                                                    | D-1-7136-0008 |                |
| Schwabstetten (Standort)               | Siedlung vor- und frühgeschichtlicher Zeitstellung.                                                        | D-1-7136-0009 |                |
| Schwabstetten Alleestraße 3 (Standort) | Mittelalterliche und frühneuzeitliche Befunde im Bereich der Katholischen Pfarrkirche St. Maria Magdalena. | D-1-7136-0126 | weitere Bilder |

### Bodendenkmäler in der Gemarkung Steinsdorf
| Lage                                    | Objekt                                                                                             | Akten-Nr.     | Bild                       |
| --------------------------------------- | -------------------------------------------------------------------------------------------------- | ------------- | -------------------------- |
| Steinsdorf (Standort)                   | Kleinkastell der römischen Kaiserzeit.                                                             | D-1-7035-0030 |                            |
| Steinsdorf (Standort)                   | Siedlung vor- und frühgeschichtlicher Zeitstellung.                                                | D-1-7035-0038 |                            |
| Steinsdorf (Standort)                   | Wachtposten WP 15/22 des römischen Limes.                                                          | D-1-7035-0052 |                            |
| Steinsdorf (Standort)                   | Wachtposten WP 15/24 des römischen Limes.                                                          | D-1-7035-0053 |                            |
| Steinsdorf (Standort)                   | Grabhügel vorgeschichtlicher Zeitstellung.                                                         | D-1-7135-0158 |                            |
| Steinsdorf (Standort)                   | Siedlung vor- und frühgeschichtlicher Zeitstellung.                                                | D-1-7135-0160 |                            |
| Steinsdorf (Standort)                   | Siedlung vor- und frühgeschichtlicher Zeitstellung.                                                | D-1-7135-0161 |                            |
| Steinsdorf (Standort)                   | Siedlung vor- und frühgeschichtlicher Zeitstellung.                                                | D-1-7135-0162 |                            |
| Steinsdorf (Standort)                   | Siedlung vor- und frühgeschichtlicher Zeitstellung.                                                | D-1-7135-0163 |                            |
| Steinsdorf (Standort)                   | Grabhügel vorgeschichtlicher Zeitstellung.                                                         | D-1-7135-0164 |                            |
| Steinsdorf (Standort)                   | Siedlung vor- und frühgeschichtlicher Zeitstellung.                                                | D-1-7135-0165 |                            |
| Steinsdorf (Standort)                   | Siedlung vor- und frühgeschichtlicher Zeitstellung.                                                | D-1-7135-0166 |                            |
| Steinsdorf Hohenwartstraße 2 (Standort) | Mittelalterliche und frühneuzeitliche Befunde im Bereich der Katholischen Filialkirche St. Martin. | D-1-7135-0197 | Bodendenkmal D-1-7135-0197 |

### Bodendenkmäler in der Gemarkung Tettenwang
| Lage                               | Objekt                                                                                                  | Akten-Nr.     | Bild |
| ---------------------------------- | --- | ------------- | ---- |
| Tettenwang (Standort)              | Ebenerdiger Ansitz.                                                                                     | D-1-7036-0003 |      |
| Tettenwang (Standort)              | Mittelalterlicher Burgstall.                                                                            | D-1-7036-0004 |      |
| Tettenwang Kirchplatz 4 (Standort) | Mittelalterliche und frühneuzeitliche Befunde im Bereich der Katholischen Pfarrkirche St. Bartholomäus. | D-1-7036-0012 |      |

### Bodendenkmäler in der Gemarkung Thannhausen
| Lage                   | Objekt                                                                                               | Akten-Nr.     | Bild |
| ---------------------- | --- | ------------- | ---- |
| Thannhausen (Standort) | Grabhügel vorgeschichtlicher Zeitstellung.                                                           | D-1-7035-0031 |      |
| Thannhausen (Standort) | Grabhügel vorgeschichtlicher Zeitstellung.                                                           | D-1-7035-0032 |      |
| Thannhausen (Standort) | Siedlung vor- und frühgeschichtlicher Zeitstellung.                                                  | D-1-7035-0034 |      |
| Thannhausen (Standort) | Siedlung vor- und frühgeschichtlicher Zeitstellung.                                                  | D-1-7035-0035 |      |
| Thannhausen (Standort) | Mittelalterliche und frühneuzeitliche Befunde im Bereich der Katholischen Filialkirche St. Nikolaus. | D-1-7035-0072 |      |

### Bodendenkmäler in der Gemarkung Winden
| Lage                        | Objekt                                                                                               | Akten-Nr.     | Bild           |
| --------------------------- | --- | ------------- | -------------- |
| Winden (Standort)           | Teilstück der kurbayerischen Landesdefensionslinien von 1702/03.                                     | D-1-7035-0041 |                |
| Winden Winden 23 (Standort) | Mittelalterliche und frühneuzeitliche Befunde im Bereich der Katholischen Filialkirche St. Wolfgang. | D-1-7035-0060 | weitere Bilder |